# 根室港站
根室港站（日语：／ Nemurominato eki */?）是位於北海道根室市海岸町，日本國有鐵道（國鐵）根室本線貨物支線的貨運車站（廢站）。

## 歷史
- 1934年（昭和9年）8月12日：鐵道省根室本線根室站至此站之間的貨物支線開通，此站啟用。當時此站只有貨運業務[1][2]。
- 1942年（昭和17年）4月1日：開設行李起卸業務[3]。
- 1944年（昭和19年）8月1日：結束行李起卸業務[3]。
- 1965年（昭和40年）10月1日：於前一天，貨物支線被廢除，此站被廢除[2]。車站遺址變成根室站的側線[3]。

## 站名的由來
車站名稱取自車站鄰接根室港。

## 周邊
- 根室港
- 根室漁業協同組合
- 金刀比羅神社（日语：金刀比羅神社 (根室市)）

## 相鄰車站
日本國有鐵道
根室本線（貨物支線）
根室－（貨）根室港

## 注腳
1. ↑  內閣印刷局 (编). . 官報 (國立國會圖書館數碼化收藏). 1934-08-10, (2283)  [2024-04-11]. （原始内容存档于2023-04-07） （日语）.
2. 1 2 3   第1版. 札幌市: 日本国有鉄道北海道総局. 1973-03-25: 224. ASIN B000J9RBUY （日语）.
3. 1 2 3  石野哲 (编).  初版. JTB. 1998-10-01: 886. ISBN 978-4-533-02980-6 （日语）.

## 相關項目
- 日本鐵路車站列表 Ne

## 外部連結
- 直轄港灣工程年報. 昭和30年度 附圖 運輸省港灣局出版 67頁 根室港平面圖（日語） - 國立國會圖書館數碼化收藏（該圖的製作年份不詳，但是記載了根室漁港旁邊的支線）
- 1952/10/07（昭和27年）拍攝航空照片 USA-M153-37 （日語） - 國土地理院 地圖・航空照片參閱服務（右下方為根室站。另外在根室港站處設有一些側線）